# جک کانر (بازیکن فوتبال، زاده ۱۹۱۹)
جک کانر (انگلیسی: Jack Connor; ۲۱ دسامبر ۱۹۱۹ – ۵ دسامبر ۱۹۹۸) بازیکن فوتبال اهل بریتانیا بود.
از باشگاه‌هایی که در آن بازی کرده‌است می‌توان به باشگاه فوتبال کرو آلکساندرا، باشگاه فوتبال استوک‌پورت کانتی، باشگاه فوتبال روچدیل، باشگاه فوتبال کارلایل یونایتد، باشگاه فوتبال ایپسویچ تاون، و باشگاه فوتبال برادفورد سیتی اشاره کرد.